# Niënhof

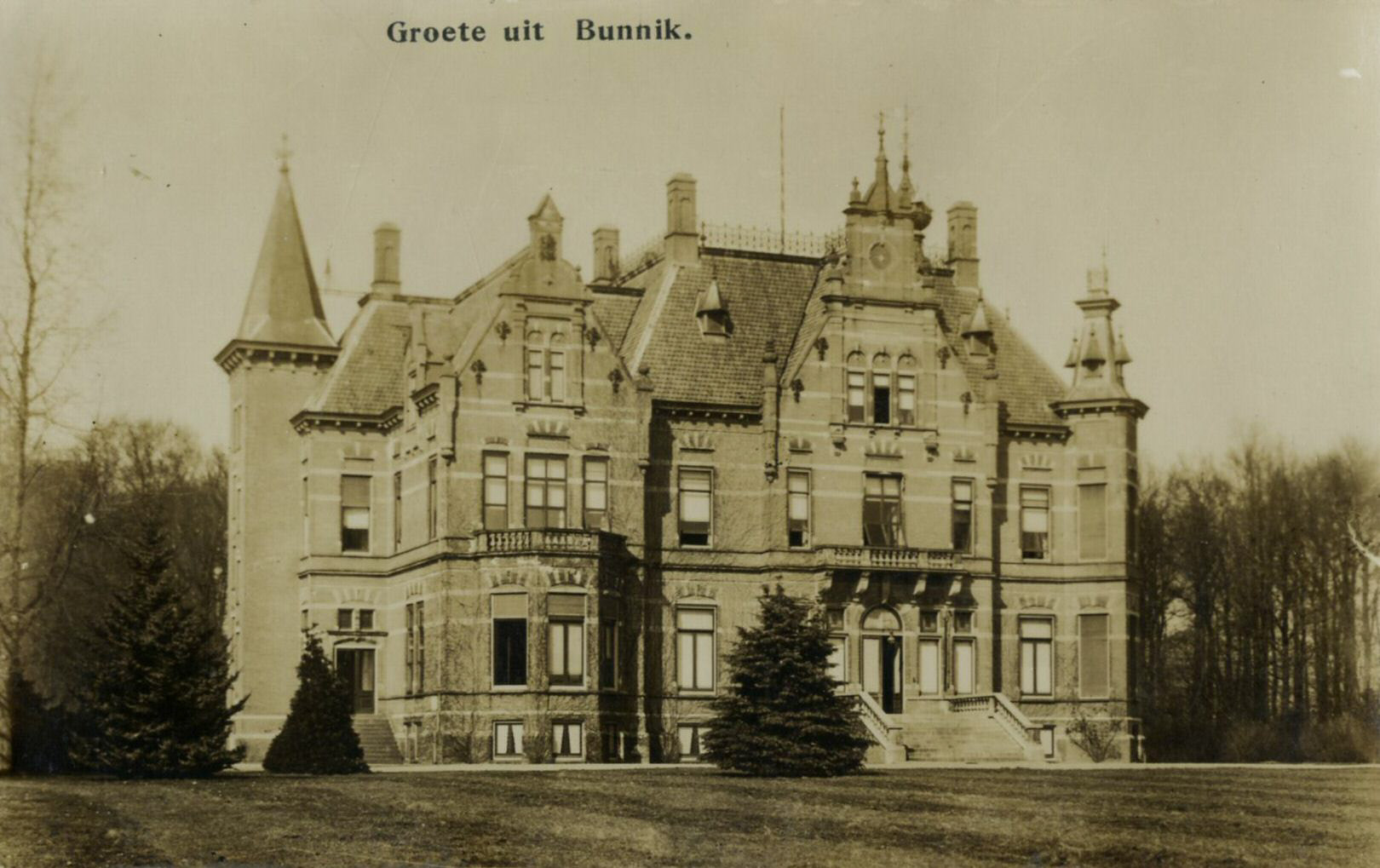
Landhuis De Niënhof omstreeks 1910.

Landgoed Niënhof, ook wel Nieuwenhof, is een natuurgebied aan de Grotelaan 12-16 in Bunnik, grenzend aan de Kromme Rijn. Landgoed Niënhof bestaat voornamelijk uit parkbos en agrarische grond. Het natuurgebied wordt beheerd door het Utrechts Landschap.

## Landhuis
In de middeleeuwen was het landgoed in het bezit van klooster Oostbroek. Van daaruit werd de nieuwe uithof Niënhof in gebruik genomen, een nien hof, in het Utrechtse dialect. Van 1685 tot 1923 waren huis en landgoed in bezit van het geslacht De Pesters.
In 1882 kwam het goed in bezit van Coenradina de Pesters. Haar echtgenoot Gijsbert van Hardenbroek liet in 1892-94 een nieuw landhuis bouwen, waarbij een door L.A. Springer ontworpen tuin in Engelse landschapsstijl met slingervijver aangelegd werd. Het oude achttiende-eeuwse landhuis werd verbouwd tot koetsierswoning. Dit gebouw zou tegen het eind van de 20ste eeuw worden gerestaureerd en uitgebreid tot hoofdgebouw. 
Nadat zijn echtgenote in 1923 verongelukte, verkocht van Hardenbroek zijn bezittingen in Bunnik aan Frans de Wetstein Pfister, eigenaar van Heidestein, en verhuisde naar Driebergen. Naar verluidt was het landhuis niet erg comfortabel en niet voorzien van elektriciteit, maar er moest wel jaarlijks een hoge belasting voor betaald worden. Na de dood van de Wetstein Pfister liet zijn dochter in 1929 het gebouw daarom slopen.
Boerderij De Niënhof werd vele maken verbouwd. Het naastgelegen voormalige bakhuis en de voormalige paardenstal annex wagenberging zijn tot woningen verbouwd.

## Flora en fauna
Eind 19e eeuw werd de tuin gereorganiseerd in Engelse landschapsstijl, naar ontwerp van L.A. Springer. De overtuin, tussen de Grotelaan en de Kromme Rijn, werd ingericht als natuurterrein. In dit parkbos zijn de resten van een landschappelijke aanleg nog zichtbaar in de aanwezigheid van vijvers, boomgroepen en slingerpaadjes.
In het gebied leven onder andere de ringslang, smaragdlibel en ijsvogel. Het hoogopgaande essenbos laat veel licht door, waardoor er een rijke ondergroei ontstond in de vorm van geel nagelkruid, groot heksenkruid, fluitenkruid en Europese vogelkers. Voorkomende vogelsoorten zijn roodborst, winterkoning, ransuil, boomvalk en vele mezensoorten.

## Kromme Rijn

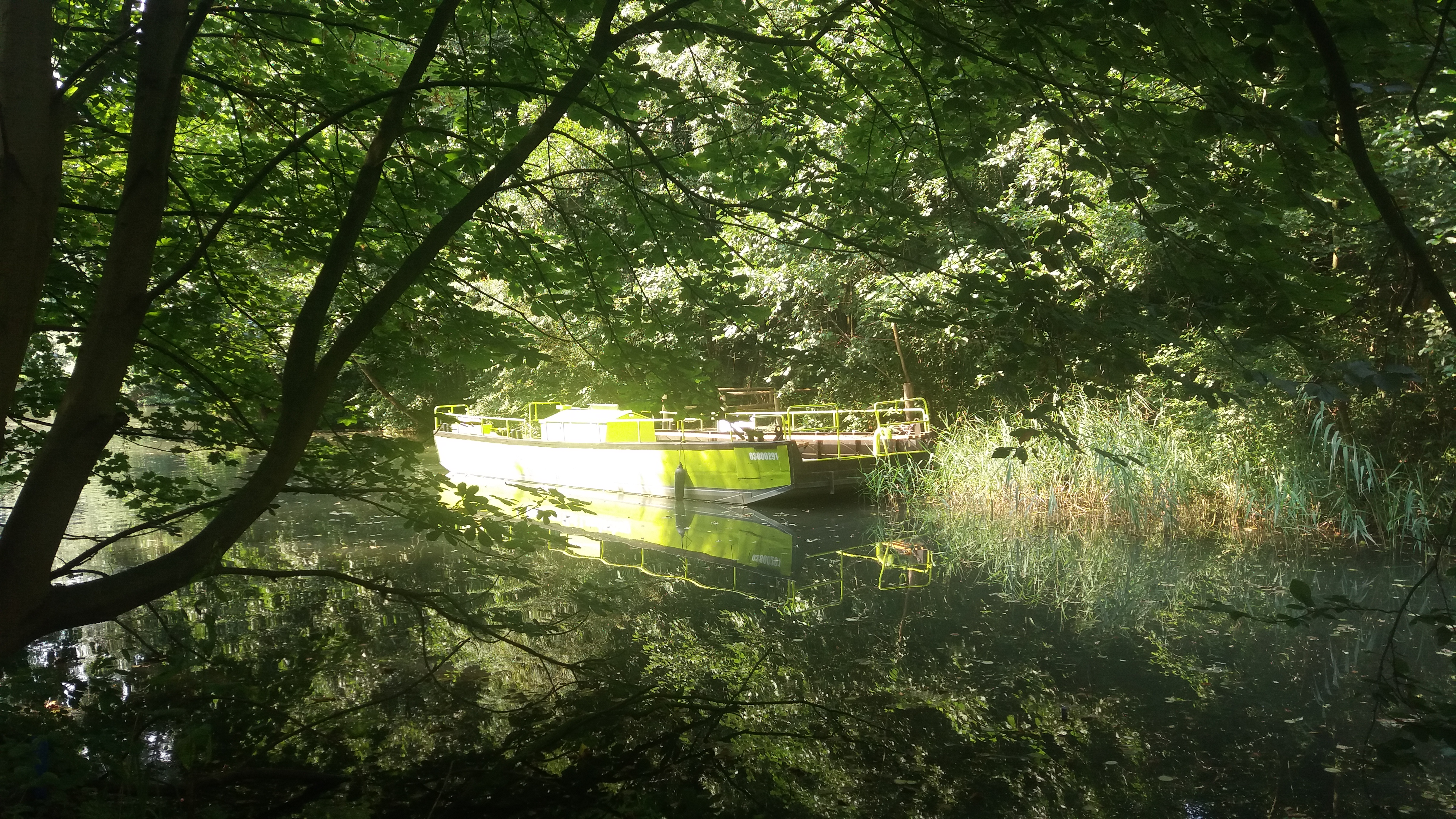
pont van het Utrechts Landschap

In 1995 werd in de Kromme Rijn een riviereilandenreservaat aangelegd met vijf riviereilanden. De eilanden raakten begroeid met wilgen en elzen. Dieren als libellen, vlinders, kikkers, muizen, vogels en vissen profiteren van deze weelderige vegetatie die zich op de glooiende oevers ontwikkelde.
Natuurlijke rivierprocessen als sedimentatie en erosie kunnen sinds 1996 hun gang gaan in een uitgegraven geul. Niënhof is door de provincie Utrecht aangewezen als aardkundig monument. De oevers van deze oude meander bieden plaats aan allerlei oeverplanten, waaronder gele lis, koninginnenkruid en dotterbloem.
Amerongse Bos
· Amerongse Bovenpolder
· Landgoed Beerschoten
· Beukenburg
· Biltse Duinen
· Birkhoven
· Blauwe Kamer
· Blikkenburg
· Bloeidaal
· Bornia
· Bosch en Duin
· Breeveen
· Broekerbos
· Buitenplaatsen Driebergseweg
· Dartheide
· Elster Buitenwaarden
· Grebbeberg
· Heidestein
· Hoge Ginkel
· Hooge Kampse Plas
· Hoog Moersbergen
· Houdringe
· Juliusput
· Kasteelbos Renswoude
· De Kievit
· Kooilust
· Kozakkenput
· De Krakeling
· Laarsenberg
· De Leyen
· Lockhorsterbos
· Lunenburgerwaard
· Maartensdijkse Bos
· Middelwaard
· Moersbergen
· Niënhof
· Noordhout
· Okkersbos
· Oostbroek
· Over-Holland
· Palmerswaard
· De Paltz
· Panbos
· Plantage Willem III
· Pleinesbos
· De Pol
· Ridderoordse Bos
· Sandenburg
· Sandwijck
· De Schammer
· Stameren
· Landgoed Stoutenburg
· Viaanse Bos
· Viaanse polders en uiterwaarden
· Vikinghof
· Park Vliegbasis Soesterberg
· Vijverbos
· Vijverhof
· Voordorpse polder
· Willem Arntszbos
· Witte Hull
· De Woerd
· Wulperhorst
· Zeisterbos